# União Internacional de Química Pura e Aplicada
A União Internacional de Química Pura e Aplicada  (em inglês:  International Union of Pure and Applied Chemistry, IUPAC) é uma organização não governamental (ONG) internacional dedicada ao avanço da química. Foi criada em Genebra no ano de 1919, e está sediada em Zurique, Suíça, com um secretariado sediado no estado norte-americano da Carolina do Norte, comandado por seu diretor-executivo, atualmente Lynn Soby.
Tem como membros as sociedades nacionais de química. É a autoridade reconhecida no desenvolvimento de padrões para a denominação dos compostos químicos, mediante o seu Comitê Interdivisional de Nomenclatura e Símbolos (em inglês:  Interdivisional Committee on Nomenclature and Symbols). É um membro do Conselho Internacional de Ciência (CIC).
A IUPAC foi criada em 1919 como sucessora do Congresso Internacional de Química Aplicada para o desenvolvimento da química. Seus membros são as sociedades nacionais de química, academias nacionais de ciências ou outros órgãos que representem os químicos. Ao todo, 57 órgãos e organizações estão representadas na união. É a autoridade reconhecida no desenvolvimento de padrões para a denominação dos elementos e compostos químicos, mediante o seu Comitê Interdivisional de Nomenclatura e Símbolos (em inglês: Interdivisional Committee on Nomenclature and Symbols). Desde sua criação, a IUPAC funciona dividida em comitês, cujas funções variam desde a já citada criação de nomenclaturas, a divulgação e o incentivo da química pelo mundo, e a divulgação de trabalhos.
Apesar de ser melhor conhecida pela categorização e nomeação de elementos dentro da química, a organização também possui trabalhos em outras áreas como física e biologia. Alguns importantes trabalhos nesse sentido estão a construção de nucleotídeos baseado em nomes em sequência; a publicação de livros para cientistas focados no ambientalismo; o ensino escolar das ciências, entre outros. A IUPAC também é conhecida por normalizar o peso atômico de elementos através de um dos seus mais antigos comitês, a Comissão de Abundância de Isótopos e Pesos Atômicos.

## Histórico

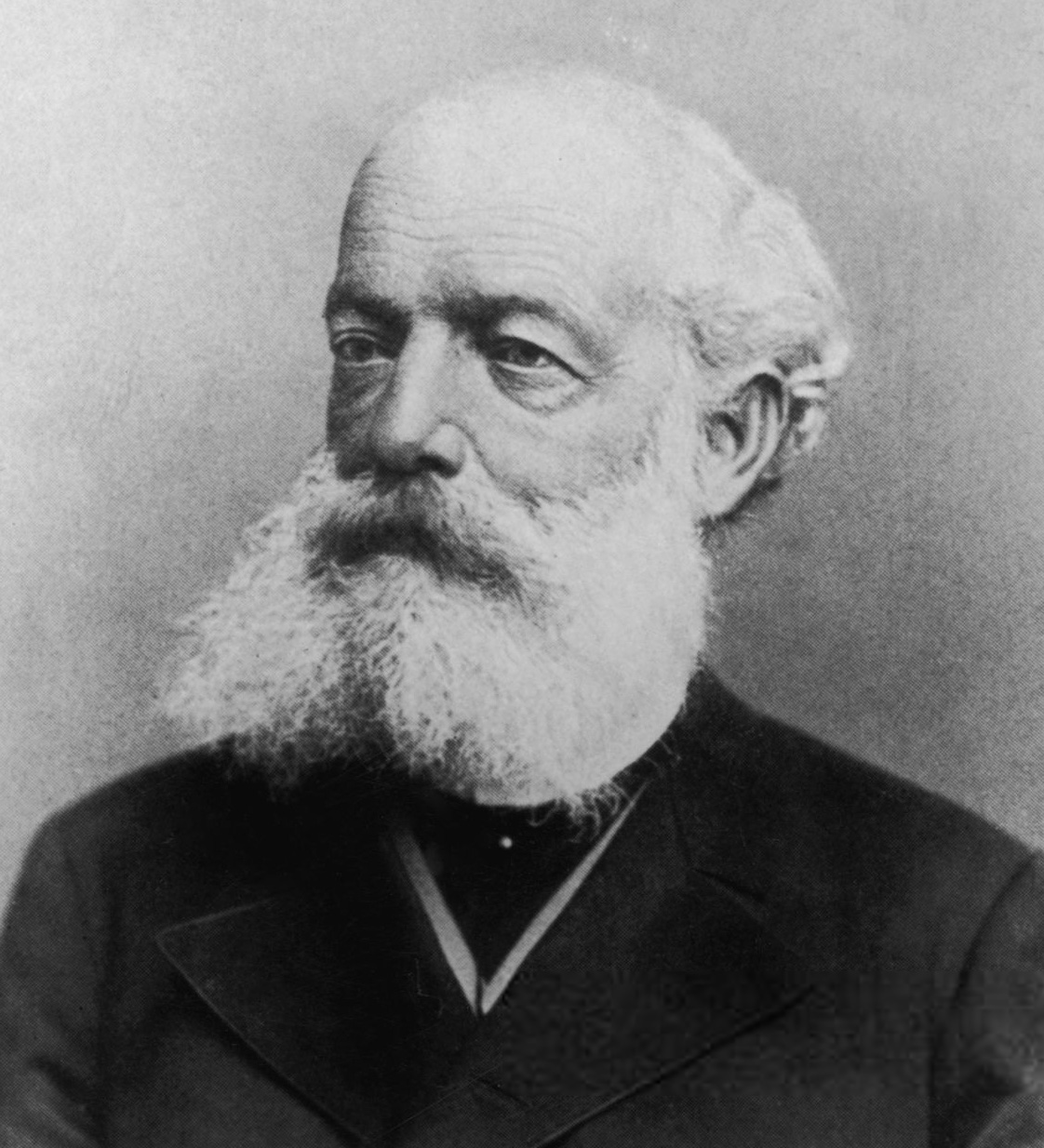
Friedrich August Kekulé von Stradonitz

A necessidade por uma união para a química foi abordada pela primeira vez em 1860, por um comitê comandado pelo cientista alemão August Kekulé. A conferência foi a primeira responsável pelo sistema de nomeação de compostos orgânicos. A IUPAC é considerada o legado dessa conferência, com, por exemplo, as ideias formuladas na conferência evoluindo para a atual Nomenclatura IUPAC de compostos orgânicos, e por isso sustenta como um dos mais importantes esforços de colaboração internacional na química. Desde então, a IUPAC é a organização responsável pela nomenclatura dos compostos orgânicos, até sua fundação como ela é hoje, em 1919. À época de sua fundação, o país de seu idealizador, a Alemanha, fora excluída como punição à Primeira Guerra Mundial, sendo admitida apenas em 1929, e novamente excluída durante o Terceiro Reich no contexto da Segunda Guerra Mundial.
Durante a guerra, a organização pouco se envolveu. No pós-guerra, tanto a Alemanha Oriental quanto a Alemanha Ocidental foram admitidas na organização, que passou a focar na nomeação e categorização de elementos e trabalhando-os, ininterruptamente.

## Organização
A IUPAC é dirigida por comitês os quais estão divididos de acordo com suas responsabilidades. São eles a Secretaria Geral, o Comitê de Pesquisa Aplicada para as Necessidades Mundiais, Comitê de Educação, Comitê de Química Industrial, Comitê de Publicações Impressas e Digitais, Comitê de Avaliação, Comitê Executivo, Comitê de Assuntos Financeiros, Comitê Interdivisional de Terminologia, Nomenclatura e Símbolos, Comitê de Projetos e o Conselho Consultivo Editorial de Química Pura e Aplicada. Cada comitê é formado por membros das sociedades nacionais de química de diferentes países.
A hierarquia e organização de atribuições dos comitês na IUPAC é a seguinte:
- Todos os comitês possuem um orçamento ao qual não podem estourar;
- Qualquer comitê pode iniciar um projeto;
- Caso os gastos com qualquer projeto estourem o orçamento do comitê, a questão deve ser enviada ao Comitê de Projetos para análise;
- O Comitê de Projetos pode decidir por aumentar o orçamento para o projeto, ou então buscar um financiamento externo;
- A Secretaria Geral e o Comitê Executivo supervisionam o trabalho dos outros comitês.